# 조즈
조즈(Jozu, ジョズ)는 일본 만화 및 애니메이션 원피스의 등장하는 흰 수염 해적단의 3번대 대장.

## 소개
갑옷을 걸친 거한으로, 비스타와 함께 흰 수염의 배에 20년 이상 탄 베테랑이다. 신체를 다이아몬드로 변화시킬 수 있는 능력자로, 무지막지한 괴력과 스피드를 이용해 상대방에게 돌격하는 방식을 주로 사용한다.

## 외모
1. 갑옷을 걸치고 있다.

## 능력
초인계 악마의 열매인 반짝반짝 열매를 먹어 자신의 몸을 어떠한 보석보다 견고한 다이아몬드 결정으로 변화시켜, 방어하며, 적에게 강한 타격을 입힌다.

## 행적
마린포드 전투에서는 마르코와 함께 전투의 선봉에 섰으며, 무장색의 패기를 사용한다. 이 패기로 흰 수염에게 가해진 '세계에서 가장 예리한' 쥬라큘 미호크의 참격을 몸으로 막고, 작전을 지휘하는 흰 수염을 훼방하려 드는 크로커다일과 아오키지에게 타격을 입혔다.
해군이 포위벽을 가동하자 흰 수염의 지시를 받고 심해에 대기하고 있던 외륜선을 발동시켜 포위벽을 돌파했다. 포위벽을 넘어서는 아오키지와 일전을 벌이던 도중 위험에 빠진 아버지와 마르코를 보고 당황한 사이 아오키지에게 일격을 허용, 전신이 얼어붙어 전투불능이 되면서 오른팔이 절단되었다. 에이스가 구출된 직후 동료인 블렌하임의 도움으로 전장을 빠져나갔으며 흰 수염과 에이스의 무덤이 나오는 장면에서 절단된 팔을 붕대를 감고 있는 것으로 보아 다행히도 봉합에 성공한 듯하다.